# Румянцев Микола Васильович
Румянцев Микола Васильович (30 липня 1949 — 16 січня 2018) — український вчений, фахівець у галузі математичних методів і моделей в економіці, завідувач кафедри економічної кібернетики ДВНЗ «Донецький національний технічний університет», доктор економічних наук, професор.

## Біографія
1970 рік — закінчив з відзнакою Тамбовський державний педагогічний інститут за спеціальністю математика.
1972—1974 роки — стажист-дослідник у Московському державному педагогічному інституті, інженер в Сєвєродонецькому науково-дослідному інституті керуючих обчислювальних машин.
1976—1980 роки — асистент кафедри технічних систем управління фізичного факультету Донецького національного університету.
1981 рік — захистив кандидатську дисертацію на тему "Дослідження систем масового обслуговування з «розігрівом» у Київському державному університеті ім. Т. Г. Шевченко та отримав науковий ступінь кандидата фізико-математичних наук за спеціальністю «Теорія ймовірності і математична статистика».
1983—1984 роки — перебував на державних курсах з вивчення французької мови.
1986—1990 роки — доцент кафедри математики загальнонаукового факультету Браззавільского університету імені Маріана Нгуабі (Народна Республіка Конго).
1980—2012 роки — старший викладач, а з 1982 року доцент у ДонНУ на кафедрі математики і математичних методів в економіці економічного факультету.
2005 рік — професор і заступник декана з наукової роботи, захистив докторську дисертацію на тему «Моделі промислової логістики в системі контролінгу підприємства» (присуджено науковий ступінь доктора економічних наук за спеціальністю «Економіко-математичне моделювання»).
2007 рік — отримав звання професора кафедри математики і математичних методів в економіці.
З 01.02.2012 — завідувач кафедри економічної кібернетики Донецького національного технічного університету.
Помер 16 січня 2018 року після тривалої хвороби.

## Наукова діяльність
За своє життя професор Румянцев М. В. опублікував понад 240 наукових праць, серед яких 5 монографій. Під його керівництвом було також підготовлено та захищено 3 кандидатські дисертації, у 2018 готувалася до захисту докторська дисертація. Був членом докторської спеціалізованої вченої ради Полтавського університету економіки і торгівлі Д 44.877.02.
Основні наукові інтереси: економіко-математичні методи і моделі, системи прийняття рішень, дослідження операцій, економетрія, фінансові ринки, теорія масового обслуговування, промислова логістика.

## Основні публікації
1. Румянцев Н.В. Теория вероятностей и математическая статистика: Учебное пособие с грифом МОНУ / М.И. Медведева, Е.Г. Новожилова, Ю.Н. Полшков, Н.В. Румянцев / Донецк, 2002. – 331 с.
2. Румянцев Н.В. Моделирование гибких производственно-логистических систем (Монография). – Донецк: Изд-во Юго-Восток, 2004. – 235 с.
3. Прікладна економіка: Навчальний посібник (Під ред. Черняка О.І.) – Том II // О.В. Комашко, Е.В. Раєвнєва, Н.В. Румянцев - Донецьк: ДонНУ, 2004. – 113 с.
4. Румянцев Н.В. Анализ систем массового обслуживания с переналадкой в конце периода занятости методом вложенных цепей Маркова // Міжнародний науковий журнал "Економічна кібернетика". – Донецьк: ДонНУ. - 2006. -№ 3-4.-С. 68-72.
5. Румянцев Н.В. Вычисление характеристик систем массового обслуживания с переналадкой в интервале незанятости прибора модифицированным методом вложенных цепей Маркова // Міжнародний науковий журнал "Еономічна кібернетика". – Донецьк: ДонНУ. - 2006. -№ 5-6.- С. 54-59.
6. Румянцев Н.В. Медведева М.И. Об одном подходе к определению оптимальной партии товара с учетом ненадежности оборудования // Вісник Хмельницького національного університету: Економічні науки. – Хмельницький, 2007, № 3, Т. 1 (92). – С. 27-32.
7. Лысенко Ю.Г., Румянцев Н.В. Моделирование технологической гибкости производственно-экономических систем. Монография. - Донецк: ДонНУ, 2007. - 238 с.
8. Румянцев Н.В., Медведева М.И. Практикум по курсу «Теория вероятностей и математическая статистика». Часть 1 (Случайные события). – Донецк: ДонНУ, 2008. – 80 с.
9. Лысенко Ю.Г., Румянцев Н.В., Медведева М.И. Система обслуживания в случае ненадежного прибора и переналадки в начале периода занятости // Міжнародний науковий журнал "Економічна кібернетика". – Донецьк: ДонНУ. - 2008. - № 3-4 (51-52).- С. 55-59.
10. Практикум по решению задач курса «Высшая математика». Учебное пособие. Часть 1 // Румянцев Н.В., Медведева М.И., Пелашенко А.В., Полшков Ю.Н. – Донецк: ДонНУ, 2008. – 172 с.
11. Практикум по решению задач курса «Высшая математика». Учебное пособие. Часть 2 // Н.В.Румянцев, М.И.Медведева, А.В.Пелашенко, Ю.Н.Полшков – Донецк: ДонНУ, 2009. – 228 с.
12. Румянцев Н.В, Медведева М.И. Моделирование рисков невозврата инвестиций: коллективная монография: Социально-экономическое развитие Украины и ее регионов: проблемы теории и практики. – Харьков: ФЛП Либуркина Л.М.; ИД «ИНЖЭК». – 2009. – 464с. (с.339-349). - ISBN 978-966-8177-50-7.
13. Румянцев Н.В. Влияние технологической гибкости оборудования на процессы обработки деталей / Н.В.Румянцев// Міжнародний науковий журнал "Економічна кібернетика". – Донецьк: ДонНУ. - 2009. - № 1-2 (55-56).- С. 58-66.
14. Румянцев Н.В. Система с переналадкой в конце периода занятости, ненадежным прибором и дообслуживанием требований / Н.В.Румянцев, М.И.Медведева // Научно-информационный журнал «Бизнес-Информ». Материалы II Международной научно-практической конференции 8-9 апреля 2010 «Современные проблемы моделирования социально-экономических систем» - № 4(2). – Харків: ВД «ІНЖЕК», 2010. - С.92-95.
15. Румянцев Н.В. Применение марковских процессов со сносом для моделирования систем массового обслуживания (хранения запасов) с переналадкою прибора / М.Я.Постан, Н.В Румянцев // Актуальные проблемы гуманитарных и естественных наук. – Москва. – 2010. - № 12. – С.441-450.
16. Румянцев Н.В. Прикладная эконометрия. Учебное пособие / Н.В. Румянцев, М.И. Медведева - Донецк: ДонНУ, 2010. – 87с.
17. Румянцев Н.В. Система с переналадкой, ненадежным прибором и дообслуживанием требований: коллективная монография: Современные подходы к моделированию сложных социально-экономических систем / Под редакцией В.С.Пономаренко, Т.С.Клебановой, Н.А.Кизима // Н.В. Румянцев, М.И. Медведева – Харьков: ИД «ИНЖЭК». – 2011. – 280с. (с.264-273). - ISBN 978-966-392-334-5.
18. Румянцев Н.В. Производственные системы с ненадежными станками, профилактикой и переналадкой в начале работы. Монография / Н.В. Румянцев, М.И.Медведева // Моделирование социально-экономических систем: Теория и практика. /Под редакцией В.С. Пономаренко, Т.С. Клебановой, Н.А. Кизима // Н.В.Румянцев, М.И.Медведева. – Харьков: ИД «ИНЖЭК». – 2012. – 592с.(с.554-570). - ISBN 978-966-2194-41-8.
19. Румянцев Н.В. Гибкие логистические системы с переналадкой в начале периода занятости и потерей требований / Н.В.Румянцев // - Науковий журнал «Бізнес Інформ», № 4, 2012. - Харків: ВД «ИНЖЕК», 2012. – С. 25-27.

## Нагороди
Нагрудний знак МОН України «Відмінник освіти» (2006 р.), Нагрудний знак «Петро Могила» (2009 р.), Нагрудний знак МОН України «За наукові та освітні досягнення» (2016 р.).